# Shoseini (Krasnodar)
Shoseini (del ruso: Шоссейный) es un posiólok del raión de Tijoretsk del krai de Krasnodar, en Rusia. Está situado en las llanuras de Kubán-Priazov, en la cabecera del arroyo Kozlovka, afluente por la derecha del Chelbas, 6 km al sudeste de Tijoretsk y 126 km al nordeste de Krasnodar, la capital del krai. Tenía 250 habitantes en 2010
Pertenece al municipio Parkovskoye.

## Transporte
Por la localidad pasa la carretera federal M29 Cáucaso Pávlovskaya-frontera azerí.